# Stitch : Expérience 626
Stitch : Expérience 626 (Stitch: Experiment 626 en anglais) est un jeu vidéo d'action plate-forme inspiré de la première scène coupée du film Lilo & Stitch. Il a été édité par Sony et développé par Disney Interactive en 2002. Ce jeu est d’ailleurs le premier de la licence Lilo & Stitch.

## Scénario
Jumba, un savant diabolique, a créé 626 pour tout détruire sur son passage et lui ramener de l'ADN pour ses expériences diaboliques. Comme il est indiqué ci-dessus, le jeu est inspiré de la première scène coupée du film  Lilo & Stitch, au procès de Stitch où l'on voit des extraits de ses actes terroristes. Le jeu se passe dans plusieurs mondes tels que les jungles, les vaisseaux ou les usines. Jaloux, son prédécesseur, 621, essaie de se racheter en ramenant de l'ADN comme on peut le voir dans quelques cinématiques; il est d'ailleurs le deuxième boss du jeu. 

## Accueil
- Jeuxvideo.com : 14/20[1]